# Una corona di piume
Una corona di piume è una raccolta di racconti di Isaac Bashevis Singer, pubblicata da Longanesi nel 1985, con la traduzione di Mario Biondi. È una scelta di 18 racconti della raccolta in lingua inglese A Crown of Feathers and Other Stories, pubblicata da Farrar Straus & Giroux nel 1973, che ne contiene 24. Il libro ha vinto il National Book Award per la narrativa nel 1974 ex aequo con L'arcobaleno della gravità di Thomas Pynchon. In originale i racconti erano apparsi in lingua yiddish.

## Titoli della raccolta inglese
1. A Crown of Feathers (A kroyn fun federn, trad. dell'autore insieme a Laurie Colwin)[1]
2. A Day in Coney Island (A tog in Kuni Ayland, trad. dell'autore con Laurie Colwin)[1][2]
3. The Captive (Di gefangene, trad. dell'autore con Ruth Schachner Finkel)
4. The Blizzard (Mayses in a vinternakht, trad. dell'autore con Herbert R. Lottman)
5. Property
6. The Lantuch (Der lantukh, trad. dell'autore con Laurie Colwin)
7. The Son from America (Der zun fun Amerike, trad. dell'autore con Dorothea Straus)
8. The Briefcase (trad. di Shulamith Charney)[1]
9. The Cabalist of East Broadway (trad. dell'autore con Herbert Lottman)[1][2]
10. The Bishop's Robe (Dray in a tsimer, trad. dell'autore con Ruth Schachner Finkel)
11. A Quotation from Klopstock (Der sod, trad. dell'autore con Dorothea Straus)[1][2]
12. The Magazine (Der zshurnal, trad. dell'autore con Laurie Colwin)
13. Lost (Dos bild, trad. dell'autore con Rosanna Gerber)
14. The Prodigy (Der vunderkind, trad. Joseph Singer)
15. The Third One (Der driter, trad. dell'autore con Laurie Colwin)
16. The Recluse (Der peyresh, trad. dell'autore con Herbert R. Lottman)
17. A Dance and a Hop (Dray shvester, trad. dell'autore con Ruth Schachner Finkel)[1][2]
18. Her Son (Ir zuhn, trad. Joseph Singer)[1]
19. The Egoist (Di gevezene, trad. dell'autore con Dorothea Straus)
20. The Beard (Di bord, trad. dell'autore con Herbert R. Lottman)
21. The Dance (Der tants, trad. dell'autore con DoRuth Schachner Finkel)
22. On a Wagon (Oyf a fuhr, trad. dell'autore con Dorothea Straus)
23. Neighbors (Shkheynim, trad. dell'autore con Herbert R. Lottman)[1][2]
24. Grandfather and Grandson (Zeyde un eynikl, trad. Evelyn Torton Beck e Ruth Schachner Finkel)[1][2]

## Edizioni italiane
- trad. dall'inglese di Mario Biondi, Longanesi (collana "La gaja scienza" n. 138), Milano, 1985 ISBN 8830405787
- stessa trad. in ed. economica, TEA (coll. "TEAdue" n. 638), Milano, 1998 ISBN 8878183466